# Rasborinae
A Rasborinae a sugarasúszójú halak (Actinopterygii) osztályának pontyalakúak (Cypriniformes) rendjébe, ezen belül a pontyfélék (Cyprinidae) családjába tartozó alcsalád.

## Rasboriniklád (tribus)
- Rasbora (Bleeker, 1859)
- Opsariichthys (Bleeker 1863) 
  - Opsariichthys uncirostris (Temminck & Schlegel, 1846)
  - Opsariichthys bidens (Günther, 1873)
  - Opsariichthys hieni (Nguyen Thai Tu, 1987)
  - Opsariichthys bea (Nguyen, 1987)
  - Opsariichthys songmaensis (Nguyen & Nguyen, 2000)
  - Opsariichthys dienbienensis (Nguyen & Nguyen, 2000)
- Engraulicypris (Günther 1894) 
  - Engraulicypris sardella (Günther, 1868)
- Rastrineobola (Fowler, 1936) 
  - Rastrineobola argentea (Pellegrin, 1907)
- Mesobola (Howes, 1984) 
  - Mesobola brevianalis (Boulenger, 1908)
  - Mesobola spinifer (Bailey & Matthes, 1971)
- Yaoshanicus (Lin, 1931) 
  - Yaoshanicus arcus (Lin, 1931)
  - Yaoshanicus dorsohorizontalis (Nguyen & Doan, 1969)
  - Yaoshanicus kyphus (Mai, 1978)
- Aphyocypris (Günther, 1868) 
  - Aphyocypris chinensis (Günther, 1868)
  - Aphyocypris lini (Weitzman & Chan, 1966)
- Gobiocypris (Ye & Fu, 1983) 
  - Gobiocypris rarus (Ye & Fu, 1983)
- Hemigrammocypris (Fowler, 1910) 
  - Hemigrammocypris rasborella (Fowler, 1910)
- Zacco (Jordan & Evermann, 1902) 
  - Zacco temminckii (Temminck & Schlegel, 1846)
  - Zacco sieboldii (Temminck & Schlegel, 1846)
  - Zacco platypus (Temminck & Schlegel, 1846)
  - Zacco pachycephalus (Günther, 1868)
  - Zacco taliensis (Regan, 1907)
  - Zacco chengtui (Kimura, 1934)
  - Zacco taiwanensis (Chen, 1982)
  - Zacco koreanus (Kim, Oh & Hosoya, 2005)
- Nicholsicypris (Chu, 1935) 
  - Nicholsicypris normalis (Nichols & Pope, 1927)
- Opsaridium (Peters, 1854) 
  - Opsaridium zambezense (Peters, 1852)
  - Opsaridium microlepis (Günther, 1864)
  - Opsaridium microcephalum (Günther, 1864)
  - Opsaridium ubangiense (Pellegrin, 1901)
  - Opsaridium peringueyi (Gilchrist & Thompson, 1913)
  - Opsaridium loveridgii (Norman, 1922)
  - Opsaridium engrauloides (Nichols, 1923)
  - Opsaridium maculicauda (Pellegrin, 1926)
  - Opsaridium boweni (Fowler, 1930)
  - Opsaridium leleupi (Matthes, 1965)
  - Opsaridium splendens (Taverne & De Vos, 1997)
  - Opsaridium tweddleorum (Skelton, 1996)
- Parazacco (Chen, 1982) 
  - Parazacco spilurus (Günther, 1868)
  - Parazacco fasciatus (Koller, 1927)
- Rasborinus (Oshima, 1920) 
  - Rasborinus lineatus (Pellegrin, 1907)
  - Rasborinus macrolepis (Regan, 1908)
  - Rasborinus formosae (Oshima, 1920)
  - Rasborinus hautus (Nguyen, 1991)
- Rasborichthys (Bleeker, 1860) 
  - Rasborichthys helfrichii (Bleeker, 1857)
- Megarasbora (Günther, 1868) 
  - Megarasbora elanga (Hamilton, 1822)
- Pseudorasbora (Bleeker, 1860) 
  - Pseudorasbora parva (Temminck et Schlegel, 1846)
  - Pseudorasbora fowleri (Nichols, 1925)
  - Pseudorasbora pumila (Miyadi, 1930)
  - Pseudorasbora elongata (Wu, 1939)
  - Pseudorasbora interrupta (Xiao, Lan & Chen, 2007)
- Tanichthys (Lin, 1932) 
  - Tanichthys albonubes (Lin, 1932)
  - Tanichthys thacbaensis (Nguyen & Ngo, 2001)
  - Tanichthys micagemmae (Freyhof & Herder, 2001)
- Trigonostigma (Sauvage, 1883) 
  - Ékfoltos razbóra Trigonostigma heteromorpha (Duncker, 1904)
  - Trigonostigma hengeli (Meinken, 1956)
  - Trigonostigma somphongsi (Meinken, 1958)
  - Trigonostigma espei (Meinken, 1967)
- Gymnodanio (Chen & He, 1992) 
  - Gymnodanio strigatus (Chen & He, 1992)
- Boraras (Kottelat & Vidthayanon, 1993) 
  - Boraras maculatus (Duncker, 1904)
  - Boraras brigittae (Vogt, 1978)
  - Boraras merah (Kottelat, 1991)
  - Boraras urophthalmoides (Kottelat, 1991)
  - Boraras micros (Kottelat & Vidthayanon, 1993)
- Pararasbora (Regan, 1908) incertae sedis (Banarescu, 1997) 
  - Pararasbora moltrechti (Regan, 1908

## Oxygastriniklád (tribus)
- Oxygaster (van Hasselt, 1823) 
  - Oxygaster anomalura (van Hasselt, 1823)
  - Oxygaster pointoni (Fowler, 1934)
- Barilius (Hamilton, 1822)
- Macrochirichthys (Bleeker, 1860) 
  - Macrochirichthys macrochirus (Valenciennes, 1844)
- Securicula (Günther, 1868) 
  - Securicula gora (Hamilton, 1822)

## Neoboliniklád (tribus)
- Neobola (Vinciguerra, 1895) 
  - Neobola bottegoi (Vinciguerra, 1895)
  - Neobola moeruensis (Boulenger, 1915)
  - Neobola nilotica (Werner, 1919)
  - Neobola stellae (Worthington, 1932)
  - Neobola bredoi (Poll, 1945)
  - Neobola fluviatilis (Whitehead, 1962)
- Raiamas (Jordan, 1919)

## Chedriniklád (tribus)
- Opsarius (McClelland, 1839) 
  - Opsarius maculatus (McClelland, 1839)
  - Opsarius pulchellus (Smith, 1931)
  - Opsarius koratensis (Smith, 1931)